# 296e régiment d'infanterie (France)
Pour les articles homonymes, voir 296e régiment.
Le 296e régiment d'infanterie (296e RI) est un régiment d'infanterie de l'Armée de terre française constitué en 1914 avec les deux bataillons de réserve du 96e régiment d'infanterie. Il combat pendant la Première Guerre mondiale et est dissous en novembre 1917.

## Création et différentes dénominations
- Août 1914 : 296e régiment d'infanterie constitué des bataillons de réserve du 96e RI.
- Novembre 1917 : dissolution

## Chefs de corps
- Août 1914 : lieutenant-colonel Lecomte
- Décembre 1914 : lieutenant-colonel Douce
- Juin 1916 : colonel Robert [1]
- Avril 1917 : chef de bataillon Valois
- Mai 1917 : lieutenant-colonel Santos-Cottin, puis par intérim, chef de bataillon Valois,
- Mai 1917 : colonel Lenfant

(*) Officier qui devint par la suite général de brigade.
(**) Officier qui devint par la suite général de division.

## Historique des garnisons, combats et batailles du 280eRI

### Affectation
À la mobilisation de 1914 : 131e brigade d'infanterie, 66e division d'infanterie (DI), 16e région, 1er groupe de divisions de réserve.
- 131e brigade de la 66e DI d'août à octobre 1914
- 131e brigade de la 58e DI d'octobre 1914 à décembre 1915
- Infanterie divisionnaire de la 152e DI de décembre 1915 à janvier 1917
- Infanterie divisionnaire de la 169e DI de janvier à novembre 1917

#### 1914
Le 296e RI est créé à Béziers.
Le 3 août 1914, le régiment se constitue et embarque par voie ferrée en direction de Montbéliard.
Arrivée le 14 août, il poursuit sa route vers la frontière.
- Alsace : Flaxlanden, Didenheim (19 août)
- Vosges : col du Louschbach, col du Bonhomme (septembre)
- Artois : (du 14 au 22 octobre) attaque de Vermelles, Fosse 10, puis le château et la brasserie de Vermelles (octobre), château de Vermelles (début décembre), le Rutoire (le 16 et 20 décembre). Certains soldats des 280e RI et 296e RI, en seconde ligne durant la nuit de Noël, entendent provenant du secteur anglais des chants, des clameurs, de nombreuses fusées sont lancées de part et d'autre, mais pas de fusillade[2].

#### 1915
- Artois : secteur de Vermelles, Hulluch, Aix-Noulette (juin à mai) attaque d'Hulluch (9 mai) offensive d'Artois de juin, fond de Buval (le 5 et 8 juin) puis Angres (juillet et août)
- Artois : secteur de Marœuil, tranchées de l'Elbe et de la Vistule (octobre).

#### 1916
- Artois : Mont-Saint-Éloi (février à mars)
- Verdun : Esnes, ravin de la Hayette, ouvrage de Miramas et de Tarascon, pente ouest du Mort-Homme en mai. 650 hommes se sont sacrifiés les 20 et 21 mai, pour le maintien du front.
- Champagne : (juin à septembre) Perthes-lès-Hurlus.
- Somme : attaque de Combles, tranchée de Ludja, boyau de Pilsen, ouvrage 9800 (octobre à novembre).

#### 1917
- Marne : Massiges (janvier à mars)
- Champagne : Sept-Saulx (avril), la tranchée Skoda à Moronvilliers (avril à mai). Le colonel Robert, commandant le régiment, est tué lors des combats du 30 avril 1917.
- Secteur de Condé (mai à novembre). En mai, le caporal Barthas rend compte de la mutinerie du régiment.
- Dissolution du régiment en novembre 1917 : les soldats sont versés dans le 202e RI, le 225e RI et le 248e RI.

## Drapeau
Il porte, brodées en lettres d'or dans ses plis, les inscriptions :
- Picardie 1914
- Verdun 1916

## Personnalités ayant servi au296eRI
- Louis Barthas (1879-1952), tonnelier, militant et syndicaliste français
- Louis Finet (1897-1976), résistant français, Compagnon de la Libération
- Pierre Jalabert (1884-1968), poète, auteur de théâtre, romancier et historien

## Sources